# Tampakan
Tampakan is een gemeente in de Filipijnse provincie South Cotabato op het eiland Mindanao. Bij de laatste census in 2007 had de gemeente ruim 34 duizend inwoners.

## Geografie

### Bestuurlijke indeling
Tampakan is onderverdeeld in de volgende 14 barangays:
| - Albagan - Buto - Danlag - Kipalbig - Lambayong - Lampitak - Liberty | - Maltana - Palo - Poblacion - Pula-bato - San Isidro - Santa Cruz - Tablu |

## Demografie
Tampakan had bij de census van 2007 een inwoneraantal van 34.245 mensen. Dit zijn 1.234 mensen (3,7%) meer dan bij de vorige census van 2000. De gemiddelde jaarlijkse groei komt daarmee uit op 0,51%, hetgeen lager is dan het landelijk jaarlijks gemiddelde over deze periode (2,04%). Vergeleken met de census van 1995 is het aantal mensen met 5.989 (21,2%) toegenomen.

De bevolkingsdichtheid van Tampakan was ten tijde van de laatste census, met 34.245 inwoners op 390 km², 72,5 mensen per km².